# Teplý Vrch
Teplý Vrch (do r. 1948 Melecheď; maďarsky Meleghegy) je obec v okrese Rimavská Sobota v Banskobystrickém kraji na Slovensku. Leží v severní části Rimavské kotliny v údolí řeky Blh asi 14 km severozápadně od Rimavské Soboty. Žije zde 292 obyvatel. Rozloha katastrálního území obce činí 6,0 km².
První písemná zmínka o obci pochází z roku 1301.

## Kultura a zajímavosti

### Památky
- Jednolodní klasicistní evangelický kostel z roku 1827. Nachází se zde manýristický oltář z roku 1640 pocházející ze staršího kostela.

### Vodní nádrž Teplý Vrch
Vodní nádrž je na horním toku řeky Blh. Stala se významným a vyhledávaným turistickým cílem. Kromě koupání jsou zde provozovány vodní sporty a rybolov.